# あしたの内村!!
『あしたの内村!!』（あしたのうちむら）は、フジテレビ系列で2022年4月18日から2023年3月20日まで毎週月曜日 20:00 - 21:00（JST）に放送されたバラエティ番組。内村光良（ウッチャンナンチャン）の冠番組。

## 概要
“あした”起こるかもしれないテーマについて様々な対処法を伝えるシミュレーションバラエティで、正式な番組タイトルは『他人の人生 没入バラエティ あしたの内村!!』である。
2021年9月25日、2022年1月3日、同年3月20日（『日曜スペシャル』枠）と不定期で特番が3度放送された後、『痛快TV スカッとジャパン』の後継番組としてレギュラー化した。司会の内村光良をはじめ、企画・演出・プロデュースの木月洋介などは同番組から引き続き担当していた。
レギュラー放送ではテーマソングとして、ミュージカル「アニー」より『Tomorrow』が使用されていた。
2022年11月21日放送分からはスタジオセットが変更され、「日本全国!芸人リポート大賞」と題して内村を笑わせる為に3組の芸人達が特別ブーストゲストとコラボで日本全国でリポートロケを敢行し、その面白さと情報を競い合いNo.1を決めるバラエティー番組にリニューアルされた。又この日の放送分から吉村の番組内での肩書が“進行役”から“平成ノブシコブシ”に変更された。
視聴率低迷を理由に、2023年3月20日の2時間スペシャルの放送をもって、約1年間にわたるレギュラー放送を終了。これにより『痛快TV スカッとジャパン』から8年半にわたり続いてきた、内村がメインMCを務める月曜20時枠のレギュラー番組シリーズが終了した。後番組は日曜21時台から枠移動する『呼び出し先生タナカ』。同年4月から内村のフジテレビ系列のレギュラー番組は水曜深夜帯（木曜未明）に移り、『内村と相棒』が開始された。

## 出演者

### MC
- 内村光良（ウッチャンナンチャン）

### あしたアドバイザー（進行役）[注 2]
- 吉村崇（平成ノブシコブシ）[注 3][注 4]

## スタッフ

### レギュラー版
- 企画・演出：木月洋介（フジテレビ）
- 構成：桜井慎一、福原フトシ、山内正之、山形遼介、市川拓実、清水綾一（福原・山形～清水→2022年11月21日-）
- ナレーション：山寺宏一
- TP：松本英士（フジテレビ）
- TM：橋本雄司
- SW：小川利行
- CAM：小出豊
- VE：青木拓哉
- 音声：浮所哲也
- 照明：佐々木達也
- マルチ：野崎裕康
- 美術プロデューサー：副島翔太郎（フジテレビ）
- デザイン：永井達也（フジテレビ）
- アートコーディネーター：徳永法子
- 大道具：裏隠居徹
- 大道具操作：山田祐弥
- 装飾：乾川太志
- アクリル装飾：堀内重彰、藤浪竜之介
- 電飾：桑島亮太
- 電飾操作：富谷聡
- スタイリスト：中井綾子
- 植木装飾：小笠原了平
- 生花装飾：荒川直史
- メイク：水落万里子
- 編集：藤田拓斗、吉田七生、名和雄太、渡邊敬、有竹克馬、木村信彦、永井慎二、刈屋綾乃、千葉南、立畑舞（週替り）
- MA：山岸慎一郎（毎週）、小田口将史、深沢一友（週替り）
- 音響効果：松長芳樹
- CG：木本禎子（フジテレビ）
- イラスト：やまだゆきえ
- リサーチ：志田顕吾（スコープ）
- 美術協力：フジアール
- 技術協力：ニユーテレス、fmt、共テレ、MJ、ONE、マルチバックス、東京オフラインセンター、factory
- 広報：小穴浩司（フジテレビ）
- 編成：浅野翔太郎（フジテレビ）
- デスク：弦牧和子（イーストF）
- TK：色摩涼
- FD：中里翔太（エスエスシステム）
- AP：槇澤圭亮、林夏姫、山ノ内禎枝（カスタム、山ノ内→2022年12月12日-）
- ディレクター：温井精一・岡本卓真（フジテレビ）（毎週）、大野剛史、白石宗之、岡山薫、根来昭人、秋山努(務)、遠藤達也（ステイ）、峰尾圭一（スマイト・ピクチャーズ）、林口広平、田中宏明、中根拓也、白野勝敏、塚本智久、小木曽克典、戸邉綾香、佐々木泰知（週替り）/中澤智有（マウントポジション）（隔週）
- 演出：広瀬陽一（ピコパンチ、以前はディレクター）（毎週）、柳信也（Gothic、柳→2022年12月12日-）（週替り）
- プロデューサー：佐久間茂・堀川香奈・寺田裕（フジテレビ）、新本あじあ、貞本有紀（ザ・スピングラス）、田岸宏一（クロスエイト）、堀だいすけ（堀→2022年11月21日-）（毎週）、橋本孔一（Gothic、橋本→2022年12月12日-）、鈴木美絵（スマイト・ピクチャーズ、鈴木→2022年10月24日-）（週替り）
- チーフプロデューサー：赤池洋文（フジテレビ）
- 制作協力：ピコパンチ（2022年11月21日-）（毎週）、Gothic、スマイト・ピクチャーズ（Goth・スマイト→共に2022年12月12日-）（週替り）
- 制作：フジテレビ編成制作局バラエティー制作センター（2022年6月まで編成制作局制作センター第二制作室）
- 制作著作：フジテレビ

### 過去のスタッフ（レギュラー）
- 構成：大井達朗、矢野了平、キンダイチ、遠藤英明、堤映月（堤→2022年6月13日-10月頃）
- 編集：上本学、賀古勝利、瑞慶覧雄太、村本直矢、坂井萌
- MA：阿部祥高
- CG：中原勇、榛葉大介
- リサーチ：井上幸浩、相川真紀、犬山智香子
- FD：本川美夢、岡崎沙彩香
- AP：二宮幸平（フジテレビ）、柴崎香苗（NEXTEP）
- ディレクター：谷村政樹（フジテレビ）、佐藤秀樹、市川雄二、小林一丈、小林浩太郎（44LDK）、カワノリョウ、田淵慶、久保基樹、宮森敬太、山本森坤、水野将仁、吉本一生・関口渉・椎葉佐都子・神垣光・池田浩士・村上寧々（NEXTEP）、丸山将人、飯塚桂子、坂下祐生、有馬聡、中野誠、高橋幸子（週替り）
- 演出：石川陽、錫木亮（共にNEXTEP）
- プロデューサー：本多孝成（ライド）、須藤景子・尾谷亜貴崇（NEXTEP）
- 制作協力：NEXTEP

### パイロット版
- 企画・演出：木月洋介（フジテレビ、第3回、第1,2回は企画/演出プロデュース）
- 構成：桜井慎一、山内正之、大井達朗、キンダイチ
- ナレーション：山寺宏一（第3回）
- TP：松本英士（フジテレビ、第3回）
- TM（第3回）：橋本雄司（フジテレビ、第3回）
- SW：小川利行
- CAM：小出豊
- VE：青木拓哉
- 音声：浮所哲也
- 照明：桑原伸也
- マルチ（第3回）：野崎裕康（第3回）
- 美術プロデューサー：副島翔太郎（フジテレビ）
- デザイン：永井達也（フジテレビ）
- アートコーディネーター：徳永法子
- 大道具：裏隠居徹
- 大道具操作：山田祐弥（第3回）
- 装飾：乾川太志
- アクリル装飾：堀内重彰
- 電飾：桑島亮太
- 電飾操作（第3回）：富谷聡（第3回）
- 植木装飾：小笠原了平
- メイク（第2,3回）：水落万里子（第2,3回）
- 編集：上本学
- MA：阿部祥高
- 音響効果：松長芳樹
- CG：木本禎子（フジテレビ）、中原勇
- リサーチ：志田顕吾（スコープ、第3回）
- 美術協力（第2,3回）：フジアール（第2,3回）
- 技術協力：ニューテレス、fmt、MJ、ONE、マルチバックス、東京オフラインセンター（東京→第1,3回）、factory
- 広報：小穴浩司（フジテレビ、第3回）
- 編成（第2,3回）：浅野翔太郎（フジテレビ、第2,3回）
- デスク：弦牧和子（イーストF、第3回）
- TK：色摩涼
- FD：中里翔太、岡崎沙彩香（岡崎→第3回）
- AP：柴崎香苗（NEXTEP）、二宮幸平（フジテレビ）、林夏姫（二宮・林→第3回）
- ディレクター：谷村政樹（フジテレビ）、カワノリョウ、飯塚桂子、温井精一（フジテレビ）、吉本一生（NEXTEP）（谷村・カワノ・吉本→第3回、飯塚→第1,3回）
- 演出：石川陽、錫木亮（共にNEXTEP）
- プロデューサー：佐久間茂・堀川香奈・寺田裕（共にフジテレビ）、須藤景子（NEXTEP）、貞本有紀（ザ・スピングラス）（佐久間・須藤→第2,3回、須藤→第1回は制作プロデューサー、貞本→第3回）
- チーフプロデューサー：赤池洋文（フジテレビ、第2,3回、第1回はゼネラルプロデューサー）
- 制作協力：NEXTEP
- 制作：フジテレビ編成制作局制作センター第二制作室
- 制作著作：フジテレビ

#### 過去のスタッフ（パイロット版）
- ナレーション：服部潤（第1,2回）
- TP：児玉洋（フジテレビ、第1,2回）
- TD：高瀬義美（第1,2回）
- デザイン：小濱まほろ（フジテレビ、第2回）
- 大道具操作：酒井孝一（第1,2回）
- 取材協力：Kstyle（第1回）
- イラスト：グレートインターナショナル（第1,2回）
- リサーチ：フォーミュレーション（第1,2回）、スバルコリア（第1回）
- 監修：フィッシング対策協議会（第1回）
- 広報：山本太欧（フジテレビ、第1,2回）
- デスク：松井亜美（フジテレビ、第1,2回）
- FD：美浪健五、岩佐翔太（共に第1回）、江波戸遥（江波戸→第2回）
- 制作進行：趙成京（第1回）
- ディレクター：小林一丈、小林浩太郎（共に第1回）、村上寧々（NEXTEP、第1,2回）、高橋行広（NEXTEP、第2回）
- チーフプロデューサー：情野誠人（フジテレビ、第1回）

## ネット局と放送時間

### パイロット版（第1弾）
| 放送対象地域 | 放送局           | 系列           | 放送時間（JST）                  | ネット状況 |
| ------------ | ---------------- | -------------- | -------------------------------- | ---------- |
| 関東広域圏   | フジテレビ（CX） | フジテレビ系列 | 2021年9月25日（土）15:30 - 16:30 | 【制作局】 |

### パイロット版（第2弾）
| 放送対象地域   | 放送局                    | 系列           | 放送時間（JST）                  | ネット状況 |
| -------------- | ------------------------- | -------------- | -------------------------------- | ---------- |
| 関東広域圏     | フジテレビ（CX）          | フジテレビ系列 | 2022年1月3日（月）23:30 - 翌0:30 | 【制作局】 |
| 北海道         | 北海道文化放送（uhb）     | フジテレビ系列 | 2022年1月3日（月）23:30 - 翌0:30 | 同時ネット |
| 岩手県         | 岩手めんこいテレビ（mit） | フジテレビ系列 | 2022年1月3日（月）23:30 - 翌0:30 | 同時ネット |
| 宮城県         | 仙台放送（OX）            | フジテレビ系列 | 2022年1月3日（月）23:30 - 翌0:30 | 同時ネット |
| 秋田県         | 秋田テレビ（AKT）         | フジテレビ系列 | 2022年1月3日（月）23:30 - 翌0:30 | 同時ネット |
| 山形県         | さくらんぼテレビ（SAY）   | フジテレビ系列 | 2022年1月3日（月）23:30 - 翌0:30 | 同時ネット |
| 福島県         | 福島テレビ（FTV）         | フジテレビ系列 | 2022年1月3日（月）23:30 - 翌0:30 | 同時ネット |
| 新潟県         | 新潟総合テレビ（NST）     | フジテレビ系列 | 2022年1月3日（月）23:30 - 翌0:30 | 同時ネット |
| 長野県         | 長野放送（NBS）           | フジテレビ系列 | 2022年1月3日（月）23:30 - 翌0:30 | 同時ネット |
| 静岡県         | テレビ静岡（SUT）         | フジテレビ系列 | 2022年1月3日（月）23:30 - 翌0:30 | 同時ネット |
| 富山県         | 富山テレビ（BBT）         | フジテレビ系列 | 2022年1月3日（月）23:30 - 翌0:30 | 同時ネット |
| 石川県         | 石川テレビ（ITC）         | フジテレビ系列 | 2022年1月3日（月）23:30 - 翌0:30 | 同時ネット |
| 福井県         | 福井テレビ（FTB）         | フジテレビ系列 | 2022年1月3日（月）23:30 - 翌0:30 | 同時ネット |
| 中京広域圏     | 東海テレビ（THK）         | フジテレビ系列 | 2022年1月3日（月）23:30 - 翌0:30 | 同時ネット |
| 近畿広域圏     | 関西テレビ（KTV）         | フジテレビ系列 | 2022年1月3日（月）23:30 - 翌0:30 | 同時ネット |
| 島根県・鳥取県 | さんいん中央テレビ（TSK） | フジテレビ系列 | 2022年1月3日（月）23:30 - 翌0:30 | 同時ネット |
| 岡山県・香川県 | 岡山放送（OHK）           | フジテレビ系列 | 2022年1月3日（月）23:30 - 翌0:30 | 同時ネット |
| 広島県         | テレビ新広島（tss）       | フジテレビ系列 | 2022年1月3日（月）23:30 - 翌0:30 | 同時ネット |
| 愛媛県         | テレビ愛媛（EBC）         | フジテレビ系列 | 2022年1月3日（月）23:30 - 翌0:30 | 同時ネット |
| 高知県         | 高知さんさんテレビ（KSS） | フジテレビ系列 | 2022年1月3日（月）23:30 - 翌0:30 | 同時ネット |
| 福岡県         | テレビ西日本（TNC）       | フジテレビ系列 | 2022年1月3日（月）23:30 - 翌0:30 | 同時ネット |
| 佐賀県         | サガテレビ（STS）         | フジテレビ系列 | 2022年1月3日（月）23:30 - 翌0:30 | 同時ネット |
| 長崎県         | テレビ長崎（KTN）         | フジテレビ系列 | 2022年1月3日（月）23:30 - 翌0:30 | 同時ネット |
| 熊本県         | テレビくまもと（TKU）     | フジテレビ系列 | 2022年1月3日（月）23:30 - 翌0:30 | 同時ネット |
| 鹿児島県       | 鹿児島テレビ（KTS）       | フジテレビ系列 | 2022年1月3日（月）23:30 - 翌0:30 | 同時ネット |
| 沖縄県         | 沖縄テレビ（OTV）         | フジテレビ系列 | 2022年1月3日（月）23:30 - 翌0:30 | 同時ネット |

### パイロット版（第3弾）
| 放送対象地域 | 放送局           | 系列           | 放送時間（JST）                  | ネット状況 |
| ------------ | ---------------- | -------------- | -------------------------------- | ---------- |
| 関東広域圏   | フジテレビ（CX） | フジテレビ系列 | 2022年3月20日（日）16:00 - 17:20 | 【制作局】 |

### レギュラー版
- 番組終盤の20:54 - 21:00はローカルセールス枠のため、フジテレビ以外の通常時フルネット局でも臨時に末尾6分除く同時ネットとなる一方、通常時末尾6分除く同時ネット局でも臨時フルネットで放送する場合があった。

| 放送対象地域   | 放送局                    | 系列                                         | 放送時間（JST）    | ネット状況                   |
| -------------- | ------------------------- | -------------------------------------------- | ------------------ | ---------------------------- |
| 関東広域圏     | フジテレビ（CX）          | フジテレビ系列                               | 月曜 20:00 - 21:00 | 【制作局】                   |
| 秋田県         | 秋田テレビ（AKT）         | フジテレビ系列                               | 月曜 20:00 - 21:00 | 同時フルネット               |
| 福島県         | 福島テレビ（FTV）         | フジテレビ系列                               | 月曜 20:00 - 21:00 | 同時フルネット               |
| 岡山県・香川県 | 岡山放送（OHK）           | フジテレビ系列                               | 月曜 20:00 - 21:00 | 同時フルネット               |
| 福岡県         | テレビ西日本（TNC）       | フジテレビ系列                               | 月曜 20:00 - 21:00 | 同時フルネット               |
| 佐賀県         | サガテレビ（STS）         | フジテレビ系列                               | 月曜 20:00 - 21:00 | 同時フルネット               |
| 鹿児島県       | 鹿児島テレビ（KTS）       | フジテレビ系列                               | 月曜 20:00 - 21:00 | 同時フルネット               |
| 北海道         | 北海道文化放送（uhb）     | フジテレビ系列                               | 月曜 20:00 - 20:54 | 同時ネット （20:54飛び降り） |
| 岩手県         | 岩手めんこいテレビ（mit） | フジテレビ系列                               | 月曜 20:00 - 20:54 | 同時ネット （20:54飛び降り） |
| 宮城県         | 仙台放送（OX）            | フジテレビ系列                               | 月曜 20:00 - 20:54 | 同時ネット （20:54飛び降り） |
| 山形県         | さくらんぼテレビ（SAY）   | フジテレビ系列                               | 月曜 20:00 - 20:54 | 同時ネット （20:54飛び降り） |
| 新潟県         | NST新潟総合テレビ（NST）  | フジテレビ系列                               | 月曜 20:00 - 20:54 | 同時ネット （20:54飛び降り） |
| 長野県         | 長野放送（NBS）           | フジテレビ系列                               | 月曜 20:00 - 20:54 | 同時ネット （20:54飛び降り） |
| 静岡県         | テレビ静岡（SUT）         | フジテレビ系列                               | 月曜 20:00 - 20:54 | 同時ネット （20:54飛び降り） |
| 富山県         | 富山テレビ（BBT）         | フジテレビ系列                               | 月曜 20:00 - 20:54 | 同時ネット （20:54飛び降り） |
| 石川県         | 石川テレビ（ITC）         | フジテレビ系列                               | 月曜 20:00 - 20:54 | 同時ネット （20:54飛び降り） |
| 福井県         | 福井テレビ（FTB）         | フジテレビ系列                               | 月曜 20:00 - 20:54 | 同時ネット （20:54飛び降り） |
| 中京広域圏     | 東海テレビ（THK）         | フジテレビ系列                               | 月曜 20:00 - 20:54 | 同時ネット （20:54飛び降り） |
| 近畿広域圏     | 関西テレビ（KTV）         | フジテレビ系列                               | 月曜 20:00 - 20:54 | 同時ネット （20:54飛び降り） |
| 島根県・鳥取県 | さんいん中央テレビ（TSK） | フジテレビ系列                               | 月曜 20:00 - 20:54 | 同時ネット （20:54飛び降り） |
| 広島県         | テレビ新広島（tss）       | フジテレビ系列                               | 月曜 20:00 - 20:54 | 同時ネット （20:54飛び降り） |
| 愛媛県         | テレビ愛媛（EBC）         | フジテレビ系列                               | 月曜 20:00 - 20:54 | 同時ネット （20:54飛び降り） |
| 高知県         | 高知さんさんテレビ（KSS） | フジテレビ系列                               | 月曜 20:00 - 20:54 | 同時ネット （20:54飛び降り） |
| 長崎県         | テレビ長崎（KTN）         | フジテレビ系列                               | 月曜 20:00 - 20:54 | 同時ネット （20:54飛び降り） |
| 熊本県         | テレビくまもと（TKU）     | フジテレビ系列                               | 月曜 20:00 - 20:54 | 同時ネット （20:54飛び降り） |
| 宮崎県         | テレビ宮崎（UMK）         | フジテレビ系列 日本テレビ系列 テレビ朝日系列 | 月曜 20:00 - 20:54 | 同時ネット （20:54飛び降り） |
| 沖縄県         | 沖縄テレビ（OTV）         | フジテレビ系列                               | 月曜 20:00 - 20:54 | 同時ネット （20:54飛び降り） |

### 過去のネット局
- 青森テレビ（ATV・TBS系列） - 番組開始から月曜 15:50 - 16:50に放送されていたが、『わっち!!』の放送時間拡大に伴う改編で2022年9月打ち切り。
- テレビ山口（tys・同上） - 番組開始から土曜 11:59 - 13:00に放送されていたが、2022年9月打ち切り。